# Clemens II
Clemens II (latin den milde), född Suidger 1005 i Hertigdömet Sachsen, död 9 oktober 1047 i Pesaro, var påve från den 25 december 1046 till sin död den 9 oktober 1047.

## Biografi
Suidger var av sachsisk börd och av adlig härkomst. Han var först kanik i Halberstadt, sedan kaplan vid kung Henrik III:s hov, för att 1040 utnämnas till biskop av Bamberg. Han uppsattes på påvestolen av kung Henrik. Valet skedde efter en komplicerad schism med flera motpåvar vid synoden i Sutri, och efter att Suidger motvilligt övertalats till att acceptera sin utnämning. Han kröntes i Peterskyrkan på juldagen, och antog namnet Clemens II. Dagen därpå krönte han Henrik till kejsare och hans hustru Agnes av Aquitaine till kejsarinna; samtidigt gavs kejsaren titeln patricius.
Efter att Clemens tillträtt, kallade han till en synod i Rom, där Clemens i enlighet med ett uppdrag från kejsaren, i januari 1047 genomförde en lagstiftning mot simoni, vilken hans död 9 oktober 1047 hindrade honom att utföra i praktiken. Lagen straffade simoni med exkommunicering. En tvist om företräde mellan Ravenna, Milano och Aquileia, löstes till förmån för Ravenna. 
När Henrik återvände till Tyskland, följde Clemens honom dit, där han helgonförklarade nunnan Wiborada, som lidit martyrdöden under hunnerinvasionen 925. På väg tillbaka från Tyskland, avled Clemens i Pesaro; rykten gjorde gällande att han dött av förgiftning som skulle ha beordrats av Benedictus IX.
Clemens begravdes i Bambergs katedral, och är därmed den ende påve som är begravd i Tyskland.